# ランダム・ウォーク理論
ランダム・ウォーク理論 (ランダム・ウォークりろん、英: Random Walk Theory) とは、株価の値動きについての「予測の不可能性」を説明する理論。相場の値動きを論じた多くの理論のうちの一つである。

## 概要
株価の値動きは、どの時点においても長期的にも短期的にも「上昇と下降の可能性」がほぼ同じであり独立した事象であるから、過去のトレンドやデータによって将来の値動きを予測することは不可能である、とする理論である。日経平均の終値を例にとれば、今日の終値が前日の終値より高くなる確率は1/2、明日の終値が今日の終値より高くなる確率は1/2（安くなる確率が1/2、高くなる確率も1/2）と考える。
数学的に厳密なランダム・ウォークであれば長期的にも上昇と下降の可能性は同じになり、株式投資は値上がり益が期待できないことになるが、株価におけるランダム・ウォーク理論は、（著名なランダム・ウォーク論者である：バートン・マルキールの論を含めて）長期的には株価は上昇する可能性の方が高いことを前提としており、インデックスファンド投資への理論武装として語られるのが一般的である。
株価のランダム・ウォークを前提とすると、確率論による非常に明晰な数学的記述が与えられる事から投資信託の設定・運用、とりわけ派生商品によるリスク回避の必要量を測定するにあたり重視される。また価格変動（事象）の発生に大数の法則からなる正規分布が導入できることから将来の値動きに対する予測範囲を推理するなどテクニカル指標に応用されることがある（ボリンジャーバンド）。
一般にテクニカル投資の立場から「上昇(下降)トレンドでは、上昇・下降の可能性は同じではない」と反論があり、ランダム・ウォーク理論では「それは結果が出てから確認できることにすぎない」とし、未確定の将来の予測に対して「トレンドライン」を設定しないのが同理論の立場である。
市況の現実に注目すれば、たしかに長期的な「幅の広い波」や、突発的な「ランダムな波」についても、注目すべきだろう。海の波に例えると、この事がよく分かる。元々の波は、どれも「ほとんど同じ強さ」であるとする。しかし、様々な方向からの波が発生し、間隔の広い波、狭い波が重なりあい、それにより「非常に大きな波」が生まれるのである。逆に、波同士が打ち消しあい、波のない状態も起こりうる。それらを予測するのは、決して不可能ではないが、非常に困難である。
しかも突然ここに、隕石が墜落したり、台風が出現したり、南極の氷が解けたり、さらに人間が海岸の形を変えることもある。
これらを正確に予測することは、まず不可能であり、トレードでの値動きも、ほぼ同じことが言える。さらにトレードの場合は、そこに投資家たちの心理が加わることで、さらに複雑な結果を生む。
また、計算機によりランダム・ウォークをシミュレーションすると、株価チャートのパターンが見られることが知られている。
これに対し、「マーケットの魔術師」の著者であるジャック・D・シュワッガーのように、著書の中でインタビューしている投資家たちが皆膨大なトレードで長年にわたって一貫して勝ち続けていることから『長期にわたって勝ち負けすることは投資家のスキルによるものであり、運によるものでは無い』という意味合いのもとに、株価のランダム・ウォーク論に対して否定的な見解を示している者も存在する。

## 猿のダーツ投げ
この理論では、テクニカル分析の予測には、ほとんど科学的根拠がないとしている。たとえば「ボリンジャーバンド」はランダム・ウォークを前提に構築されたテクニカル指標であり、株価が2σ（バンド）を突破したらトレンド発生（あるいは反転）と解するのが一般的だが、純粋なランダム・ウォークの立場ではこの予測は否定される。仮に25日連続で株価が一定の価格帯（バンド）におさまっていたとしても、26日目に株価がその範囲を逸脱するかどうかの確率は1/2であるとするのが同理論である。
目隠しをしたサルに、新聞の相場欄めがけてダーツを投げさせ、命中した銘柄でポートフォリオを組んでも、専門家が選んだポートフォリオと、さほど大差のない運用成果をあげられる…と、この理論では説明している。さらに、ダーツ投げで「売買タイミング」を適当に決めても、運用結果はさして変わらない…とも言う。場合によっては、ダーツ投げで決めたほうが、人間の心情が入り込まない分、利益が生まれやすいとも考えられている。それほど人間の心情は、投資においてマイナスに働いている。これはプログラム売買でも同じであると説明する。
こういった状況に立つ投資戦略では、いかなるタイミングで売買をおこなったとしても利益が上がるのか損失が発生するのかまったく分からないかのように見えるが、純粋なランダム・ウォークは現物取引を参照したオプション価格の決定理論に重要な示唆を与えている（詳細は「ブラック-ショールズ方程式」を参照）。この確率微分方程式の解析によりオプション取引の各価格帯におけるオプション料の変化を利用した戦略に利用することで収益獲得をめざすことになる(詳細は「オプション取引」を参照)。この場合、過去の価格推移からヒストリカル・ボラティリティを算定しインプライド・ボラティリティを算定することで売買に利用するといったテクニカル手法が利用される。またより単純には、現物・先物のランダムな価格差の発生を利用して裁定取引で利ざやを稼ぐ手法なども可能であろう。
ただし、ランダムウォーク理論の前提とする完全に効率的な市場においては裁定機会も瞬時に失われるため、これらの手法もすくなくともミクロレベルでは効率的市場仮説が成り立たないことを前提としている。
サルのダーツ投げ問題は、「安いときに買い、高いときに売る（マーケットタイマー）」戦略にもとづくアクティブ運用を標榜した投資信託の運用成績が標準的な市場指数に勝つことが非常に困難であることの根拠としてしばしば取り上げられる。

## 織り込み
この理論において強い根拠になるのは、「相場を変動させうる情報は、瞬時にマーケットに広がる」という理論である（効率的市場仮説）。
つまり、これから企業の業績が良くなりそうだ、という「蓋然性の高い情報」などが流れると、瞬時に一般に広がり、皆がその情報に従って投資行動を行うため、すぐに価格に織り込まれてしまう…という事である。
水面に小石を投げ入れると、すぐさま波動が伝わっていく様を思い浮かべると、理解しやすいだろう。しかし、トレードにおいて小石を投げ入れるのは、波のある海なのである。波動の軌跡はすぐに消え去り、すぐに元のランダムな波に戻ってしまう。普通のニュースでは、一時的な上昇・下降のトレンドを示すかもしれないが、すぐにランダムで予測不可能な動きに戻るのである。隕石レベルのサプライズであれば、津波レベルの値動きを引き起こす事もありえるだろう。しかしその津波でさえ、時間の経過とともに波動の軌跡は予測不可能な動きに収斂される。
現実には情報の非対称性の問題があり、インサイダーによる有利な価格形成（市場の失敗）は公正な市場形成において重要な課題となる。

## ギャンブラーの破産問題
純粋で公平なランダムウォークを前提に、ギャンブラーが破産するまで賭けを行った場合、一方が勝つ確率はゲーム開始時点の持ち点に比例することが知られている。資金が少ないギャンブラーは膨大な資金力を有する胴元には勝てないということである。この場合、賭け方（BET）を戦略的におこなうことでゲームの結果（期待値）を最適化することができる。

## 逆正弦法則
勝率が50%のギャンブルを行った場合、ギャンブルで負ける人は負け続けて、勝つ人は勝ち続ける確率が高いことが知られている。賭けのリードの法則とも呼ばれている。

## 対数正規分布
株価の変動は幾何ブラウン運動によって支配されていると仮定する。すると株価の収益率は対数正規分布に従うことが知られている。TOPIXの過去収益率データは概ね対数正規分布に従うことが知られている。